# Creamfields BA
Creamfields Buenos Aires es un festival de música electrónica que se celebra anualmente en su sede argentina de la Ciudad de Buenos Aires.
Desde el 2001, Argentina fue la primera sede latinoamericana del festival Creamfields. Este se convirtió en un evento multitudinario al que asiste anualmente público de todo el mundo. Creamfields Buenos Aires, desde su primera edición, contó con varios artistas de fuerte renombre en el mundo de la electrónica, como Tiësto, Deadmau5 y David Guetta, entre otros.
Mediante una entrevista a la televisión argentina, Guetta confirmó que para él sin duda la Creamfields BA es la mejor fiesta del mundo.
La idea de llevar la Creamfields en un año tan crítico como el 2001 para la Argentina, en el medio de una crisis social, política y económica, fue vista como un riesgo, puesto que la realidad del país no parecía poder soportar un evento de tal magnitud. Sin embargo, la primera edición se llevó a cabo con semejante éxito que se continuó celebrando anualmente, convirtiéndose en uno de los festivales de electrónica más importantes de América.
Luego de 15 ediciones ininterrumpidas, la edición número 16 quedó en suspenso hasta nuevo aviso debido a las muertes producidas en el festival Time Warp realizado en Centro Costa Salguero en 2016, a causa de estas muertes se produjo un efecto dominó que conllevó la cancelación de eventos de música electrónica de gran importancia en Argentina.
Después de casi una década de su última edición, el festival de música anuncia su regreso a Buenos Aires con una edición en el año 2024.

## Creamfields BA 2001
La llegada a Latinoamérica del festival británico tuvo lugar en el Hipódromo de San Isidro en el 2001, al cual asistieron 18.000 personas que llegaron de todo el mundo para ver el festival. Paul Oakenfold, Dave Seaman, Howie B, Justin Robertson, Gustavo Ramos, Layo & Bushwacka!, Satoshi Tomiie, Danny Rampling, DJ Dan, Circulation, Hernán Cattaneo, Adam Freeland, Stacey Pullen, Stanton Warriors, Adam F & Mc, James Lavelle y Way Out West, entre otros artistas del medio.

## Creamfields BA 2002
Tras el éxito del festival en el año 2001, el año siguiente se realizó nuevamente. Se llevó a cabo en el Dique 1 de Puerto Madero en el 2002, acudieron 24.000 personas; este año el festival tenía lugares especiales, como sectores vip con vista al río y carpas en las cuales entraron alrededor de 7.000 personas. El festival duró 16 horas con música de Frankie Knuckles, Timo Maas, Satoshi Tomiie, Nick Warren, Sister Bliss (Faithless), Medicine 8, Pete Tong, Hernán Cattaneo, Loco Dice, Tim Sheridan (Dope Smugglaz), Babasónicos, Miranda!, Zuker y Romina Cohn, entre otros. 

## Creamfields BA 2003
El festival agotó localidades con una convocatoria que superó las 35.000 personas que concurrieron nuevamente al Dique 1 del Puerto Madero. Como en el 2002, se incorporaron nuevos sectores como el de un sector dedicado a los sonidos más alternativos de la corriente electrónica ganó gran aceptación en esta tercera edición de Creamfields. Layo & Bushwacka!, Sander Kleinenberg, Danny Howells, Junkie XL (live), Hernán Cattaneo, Audio Bullys, Babasónicos, Josh Wink, Carl Craig, Phil Kieran, John Creamer, Christian Smith, Scratch Perverts, DJ Marky, DJ Hyper, Tom Stephan, Yousef, Circulation, Catupecu Machu, Infusión (live)  The Chemical Brothers; fueron tan solo algunos de los nombres que integraron la propuesta artística año 2003.

## Creamfields BA 2004
La cuarta edición de Creamfields Buenos Aires batió récord de convocatoria tanto a nivel internacional –superando a las convocatorias de la sede original en Liverpool- como local. En el 2004, cerca de 55.000 personas formaron parte de lo que fue uno de los eventos más convocantes del país. 
El lugar elegido para ese año fue un predio ubicado en la ex Ciudad Deportiva de Boca Juniors, 13 hectáreas rodeadas de arboledas en Costanera Sur, lo que implicó un gran crecimiento estructural. El line up incluyó a más de 90 artistas locales e internacionales incluyendo a Groove Armada (live), Paul Oakenfold, Deep Dish, Erick Morillo, Jeff Mills, Darren Emerson, Hernán Cattáneo, Steve Lawler, Plump DJs, Dave Angel, James Zabiela, Rob da Bank, Lexicon Avenue, Dub Pistols, Ewan Pearson, Paul Woolford, Tom Middleton, Jimmy Van M, The Glimmers (Glimmer Twins) y Zuker XP, entre muchos otros. 

## Creamfields BA 2005
La edición del 2005 volvió a batir los récords del festival de Liverpool. Con una multitud de 60.000 personas, que coparon la Costanera Sur, donde se plantearon 10 espacios de recreación donde más de 100 artistas tocaron, entre ellos The Prodigy, Audio Bullys, Infusión y los locales Zuker XP, además de Paul Oakenfold, Danny Tenaglia, Danny Howells, Hernán Cattaneo, 2 Many DJs, David Guetta, Kevin Saunderson, James Holden, Luke Fair, Renato Cohen, Michel de Hey, Jack de Marseille, Antipop Djs (Télépopmusik), DJ Vibe e Ivan Smagghe entre tantos.

## Creamfields BA 2006
Por tercer año consecutivo, en el 2006, en la Costanera Sur el festival atrajo a 62.000 personas y se convirtió en el festival de música más importante de América y unos de los más concurrentes del mundo, atrajo artistas como Underworld, Sasha, Erick Morillo, Tiga, Hernán Cattaneo, Sander Kleinenberg, Dave Clarke, X-Press 2, Layo & Bushwacka!, Nic Fanciulli, M.A.N.D.Y., Silicone Soul, 2020 Soundsystem, Zuker, Carlos Shaw (con su formato "Shaw Power Trio"), Paul Woolford, Damian Lazarus, Suicide Sports Club, fueron de la partida. Estuvo la nueva incorporación de la carpa Soup, propuesta dedicada al costado más techno y minimal de la música electrónica, con Matthew Dear y Troy Pierce como disc jockeys internacionales invitados, tuvo gran aceptación de parte del público.

## Creamfields BA 2007
Tras unos problemas con el gobierno de ciudad de Buenos Aires por realizarse en Puerto Madero, se realizó en el Autódromo de Buenos Aires, al cual concurrieron un número menor, pero no por eso insignificante de 55.000 personas al festival del 2007.
Más de 100 artistas actuaron puntualmente repartidos en los nueve espacios artísticos: The Chemical Brothers, Carl Cox, John Digweed, Dubfire (Deep Dish), Hernán Cattaneo, LCD Soundsystem, Christian Smith, James Zabiela, 2 Many DJs, Tiefschwarz, Craig Richards, Martín García, Mark Farina, Mathias Schaffhauser, Aril Brikha, Zuker XP y Wally López fueron quienes, entre muchos otros, participaron del festival.

## Creamfields BA 2008
El 8 de noviembre de 2008 se realizó la octava edición del mayor festival internacional de música electrónica, Creamfields Buenos Aires, en el Autódromo de Buenos Aires, ante unas 50.000 personas. En el escenario principal se presentó el show Bajofondo que contó con la participación de Gustavo Cerati invitado en el tema “El Mareo”. En el mismo espacio se presentaron 808 State, Simian Mobile Disco, UNKLE y el cierre estuvo a cargo del DJ Erick Morillo. Fue la Creamfields más "argentina" que se realizó por la propuesta de artistas de selección argentina.
Entre los destacados artistas que formaron parte de una nueva edición del festival que ganó fama mundial por su calidad artística, su convocatoria y su propuesta de interés cultural y turístico, hubo representaciones de artistas de distintos países, en la que fue la edición más cosmopolita del festival: los ingleses Gorillaz Soundsystem, los franceses David Guetta y Cassius, el japonés Satoshi Tomiie, los canadienses deadmau5 y Crystal Castles, los alemanes M.A.N.D.Y. y Boys Noize, los norteamericanos Roger Sánchez, Derrick May y Carl Craig y el brasilero Gui Boratto, entre otros, además del referente argentino del género a nivel internacional Hernán Cattaneo.
Entre las distintas propuestas musicales del festival, se destacaron numerosos referentes locales, desde el músico Axel Krygier, DJs como Martín García y Romina Cohn a bandas nuevas como Banda de Turistas, Bicicletas o Coco, que abrió el festival desde el escenario principal.

## Creamfields BA 2009
La entrega del festival del año 2009 tuvo muchos inconvenientes. Por un primer momento, se quiso realizar en el Club de Gimnasia y Esgrima de Buenos Aires, pero la habilitación porteña canceló el espectáculo; se pospuso 15 días para hacerlo nuevamente en el Autódromo de Buenos Aires, pero se canceló nuevamente por falta de fondos y habilitaciones. Finalmente, el 19 de diciembre del 2009 se realizó en el Parque Roca, con un público de 40.000 personas, el festival tuvo altibajos como los de Armin van Buuren y David Guetta que no pudieron asistir por el cambio de fecha. Con más de 40 artistas confirmados y actualizados a la fecha, participaron Tiësto, Hernán Cattaneo, Richie Hawtin, M.A.N.D.Y., James Zabiela, Jeff Mills, Timo Maas, Guy Gerber y Darren Emerson.

## Creamfields BA 2010
En su décimo aniversario, el 13 de noviembre de 2010 se llevó adelante Creamfields BA a las que asistieron alrededor de 55.000 personas, rompiendo un récord a nivel mundial en todas las ediciones pasadas de Creamfields. 
Por sus escenarios pasaron artistas tales como Carl Cox, Sasha, Fatboy Slim, Paul van Dyk, Hernán Cattáneo, Dubfire, Laidback Luke, Faithless, Richie Hawtin presentando Plastikman Live, Steve Lawler, Calvin Harris, Steve Angello, Marco Carola, Mark Knight, Cassy y David Guetta, entre otros.

## Creamfields BA 2011
La decimoprimera edición de Creamfields BA realizada el 12 de noviembre de 2011 en el Autódromo de Buenos Aires concurrieron unas 75.000 personas. Contó con las presentaciones de David Guetta, Groove Armada, Above & Beyond, Sven Väth, John Digweed, Hernán Cattáneo, Ferry Corsten, Fedde Le Grand, Laidback Luke, Afrojack, Pete Tong, Booka Shade, Miss Kittin, Adam Beyer, Ellen Allien, Danny Howells, Joris Voorn, Gareth Emery, Seth Troxler, Gui Boratto, Jamie Jones, Christopher Lawrence, Layo & Bushwacka!, Giuseppe Ottaviani, Pan-Pot, entre otros.

## Creamfields BA 2012

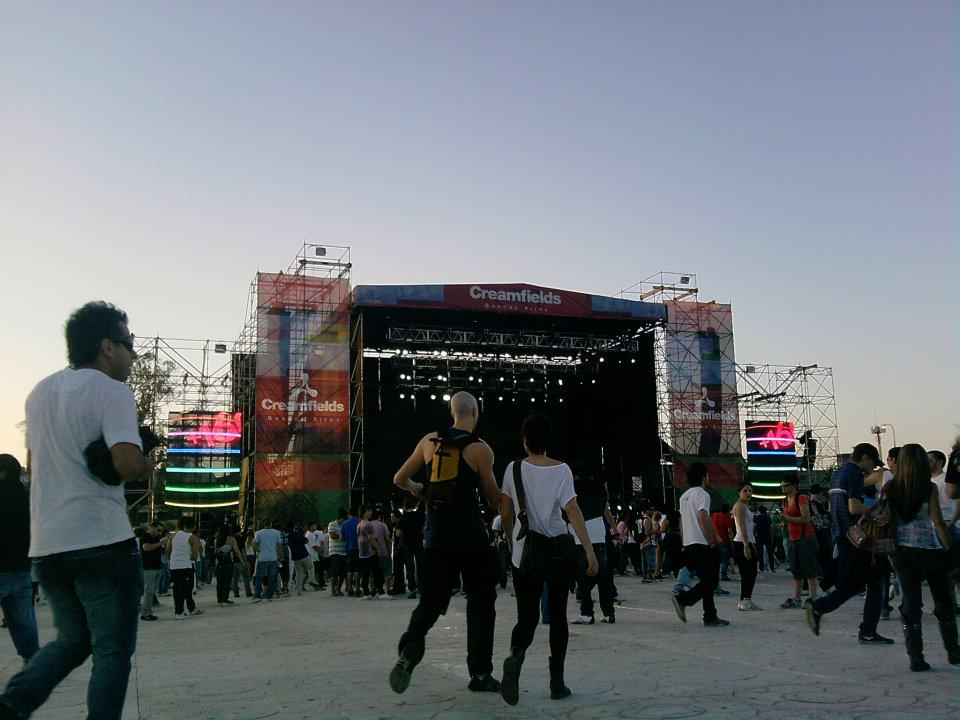
Escenario principal de la edición 2012

La duodécima edición de Creamfields BA realizada el 10 de noviembre de 2012 en el Autódromo de Buenos Aires. Contó con las presentaciones de David Guetta, Calvin Harris, Paul van Dyk, Richie Hawtin, Sven Vath, Fedde le Grand, Alesso, Nervo, Michael Woods, Cosmic Gate con Emma Hewitt, BT, Dubfire, Loco Dice, Steve Lawler, James Zabiela, Henry Saiz, Jamie Jones, Guy Gerber, Infected Mushroom, Art Department, entre otros. Entre las presencias locales se destacaron Hernán Cattáneo, Soundexile, y la banda liderada por Javier Zuker, Poncho.

## Creamfields BA 2013
La decimotercera edición de Creamfields BA se llevó a cabo el 9 de noviembre de 2013. El evento regresó a Costanera Sur siendo su última realización en este predio en el 2006. Tuvieron al dúo británico Underworld como artistas principales seguido por Hernán Cattáneo Above & Beyond, Steve Angello, Faithless (DJ Set), Richie Hawtin, Sven Vath, Luciano, Sasha, Solomun, Zedd, Maceo Plex, Visionquest, Paco Osuna, Dimitri Vegas & Like Mike, Wolfpack, Nic Fanciulli, Gaiser, Pan-Pot, AN21 y Max Vangeli, Tale of Us, Popof, Michael Mayer, Davide Squillace, The Thrillseekers y Third Party entre otros. Entre las presencias locales se destacaron Hernán Cattáneo, Javier Zuker, y el argentino radicado en Alemania, Guti.

## Creamfields BA 2014
La décima cuarta edición de Creamfields BA se realizó por sexta ocasión en el Autódromo de Buenos Aires, el 8 de noviembre de 2014. Los artistas que integraron este evento fueron David Guetta, Dimitri Vegas & Like Mike, Martin Garrix, Richie Hawtin, Sven Vath, Deep Dish, Fedde le Grand, Hernán Cattáneo, Solomun, Tale of Us, Maya Jane Coles, Maetrik, Art Department, Tommy Trash, The Martínez Brothers, R3hab, Guy Gerber, Otto Knows, Arty, Hercules and Love Affair, Julian Jeweil, Gaiser, Barem, Mathias Kaden, Ilario Alicante, Franco Cinelli y Deep Mariano entre otros.

## Creamfields BA 2015
El festival celebró sus 15 años de manera ininterrumpida en Argentina, siendo el último en el país, el 14 de noviembre de 2015 en Costanera Sur, una de sus locaciones más tradicionales. En esta edición participaron artistas como Dimitri Vegas & Like Mike, Richie Hawtin, Sven Vath, Paul Oakenfold, Nervo, Luciano, The Martínez Brothers, Solomun, Art Department, Hernán Cattáneo, Barem, Bassjackers, Christian Burkhardt, Franco Cinelli, Guti, Hot Since 82, Popof, Pan-Pot, Ilario Alicante, Krewella, Maceo Plex, Mano Le Tough, Marcel Dettmann, Matador, Patrick Topping, Romina Cohn entre otros artistas locales. Además contó con la presentación especial de un B2B entre el crédito local Hernán Cattáneo y el que considera su maestro, Paul Oakenfold.

## Creamfields Argentina 2024
Luego de 9 años, se anuncia la vuelta del festival, que se llevará a cabo las fechas del 16 y 17 de noviembre de 2024 en el Parque de la Ciudad, siendo la primera vez que se realiza en ese predio. Junto con el anuncio del evento se presentarán artistas como Alan Walker, Alesso, Amémé, Babasonicos, The Blessed Madonna, DJ Stingray, Dj Tennis, Don Diablo, Eelke Kleijn, Fisher, Franky Wah, Green Velvet, Kilimanjaro, Kölsch, Laolu, Marcel Dettmann, Nina Kraviz, Onyvaa, Øostil, Pawsa, Peces Raros, Richie Hawtin, Sasha, Sol Ortega, Steve Aoki, Swedish House Mafia, Tiga, Zuker, entre otros artistas nacionales e internacionales.